# Triệu Anh Tử
Triệu Anh Tử (tiếng Trung: 赵樱子; sinh ngày 16 tháng 12 năm 1990), trước đây được gọi là Triệu Hàn Anh Tử (赵韩樱子) là một nữ diễn viên người Trung Quốc.

## Tiểu sử
Triệu Anh Tử tên thật là Triệu Anh Quyên là một nữ diễn viên của Trung Quốc. Sinh ra và lớn lên tại thành phố Yên Đài, tỉnh Sơn Đông, Trung Quốc. Tốt nghiệp Học Viện Hý Kịch Trung Ương. Hiện tại đang là nghệ sĩ trực thuộc quản lí của Hoan Thụy Thế Kỷ.

## Sự nghiệp

### 2005-2010: Những bước đệm đầu tiên
- 2005 lọt top 8 cuộc thi “Chứng thực đại ngôn” do thành phố Sơn Đông tổ chức
- 2007 đóng MV Phượng Cầu Hoàng cho Ngô Khắc Quần
- 5/2007 giải nhì cuộc thi “Ca sĩ thanh niên”
- 7/2007 giải “Người nổi tiếng nhất” chương trình “Dương Quang Nữ Hài”
- 2007 giải quán quân cuộc thi hùng biện ngành truyền thông Yên Đài
- 2008 tham gia phim “Bạch Thoại Liêu Trai”
- 2008 Á quân chương trình “Tống Nghệ Mãn Thiên Tinh” do đài truyền hình Sơn Đông tổ chức
- 2009 tham gia Gala Lễ hội mùa xuân mạng Trung Quốc toàn cầu với tư cách khách mời
- 2009 tham gia chương trình “Siêu Cấp Vận Đồng Hội” của kênh giải trí Sơn Đông
- 9/2009, tham gia cuộc thi Nữ hoàng sắc đẹp Trung Quốc lần thứ 2, đạt giải “Nữ hoàng ăn ảnh nhất”.
- 2010 thi đậu Học Viện Hí Kịch Trung Ương

### 2011-2019: 9 năm thăng trầm với cái tên Triệu Hàn Anh Tử
Năm 2011, khi còn là sinh viên năm 2 của trường Hí Kịch, Triệu Anh Tử nhận được vai diễn đầu tay Tạ Minh Minh trong bộ phim do Hàn Quốc và Trung Quốc hợp tác sản xuất - Khiến Cho Cà Phê Có Chút Ngọt Ngào và chính thức bước chân vào showbiz.
Năm 2012, Triệu Anh Tử cùng Viên San San, Từ Lộ và Trần Nhiên cùng tham gia bộ phim đề tài dân quốc Yêu Trong Mùa Xuân, đóng vai Lam Phượng Bình, một cô gái có cuộc đời bất hạnh và đáng thương. Cùng năm, Triệu Anh Tử tiếp tục nhận thêm bộ phim Bởi Vì Tình Yêu Rất Đẹp, đóng vai nữ chính Lâm Đa Mỹ, một cô gái giàu có, tốt bụng, thông minh và xinh đẹp. Đây cũng là vai nữ chính đầu tiên của Triệu Anh Tử.
5 năm sau đó, từ năm 2013 đến năm 2018, Triệu Anh Tử cũng rất chăm chỉ đóng phim, cô đã nhận trên dưới 30 phim truyền hình lẫn điện ảnh nhưng chỉ đóng vai chính trong một số bộ phim không mấy nổi tiếng như Bởi Vì Tình Yêu Có Kỳ Tích, Chuyển Đổi Số Phận, Huyết Nhiễm Đại Thanh Sơn. Còn lại đều là những vai phụ ít đất diễn.  
Mặc dù không có duyên với các vai nữ chính vạn người mê nhưng trong số rất nhiều những vai phụ mà, Anh Tử từng diễn, cũng có không ít nhân vật đã giúp cô xây dựng được thương hiệu của riêng mình. Điển hình như: Tần Lộ Lộ trong Tế Công Hoạt Phật (2013), Trình Anh trong Thần Điêu Hiệp Lữ (2014), Lý Phi Yến trong Võ Thần Triệu Tử Long (2016), Hoàng Sam nữ tử trong Ỷ Thiên Đồ Long Ký (2019), Sầm Vị trong Trả Lại Thế Giới Cho Em (2019), An quý phi trong Đại Minh Phong Hoa (2019), Hoa Nguyệt Nô trong Tuyệt Đại Song Kiêu (2020), Bạch Trạch trong Na Tra Hàng Yêu Ký (2020).

### 2020: Ghi dấu diễn xuất qua vai Hạ Lan Minh Ngọc trong ‘Trường An Nặc’
Năm 2018, Triệu Anh Tử nhận được một vai diễn đặc khá đặc sắc trong bộ phim do Hoan Thụy sản xuất, Trường An Nặc. Không chỉ là vai nữ chính mà còn là vai đại nữ chủ. Dàn diễn viên “làm nền” cho cô cũng toàn những gương mặt ưu tú như Dương Siêu Việt, Triệu Đông Trạch, Hàn Thừa Vũ, Lương Tịnh Nhàn, Trương Duệ, Ổ Tịnh Tịnh, Lưu Manh Manh, Triệu Văn Hạo, Phó Phương Tuấn, Hà Trung Hoa, Lý Trạch, Lý Tuấn Dật,…
Sau đó, vào tháng 2 năm 2019, Triệu Anh Tử nhận vai khách mời đặc biệt trong bộ phim tiên hiệp Lưu Ly Mỹ Nhân Sát với vai Thanh Dung, phu nhân của Đông Phương Thanh Kỳ (đảo chủ đảo Phù Ngọc).

## Danh sách phim

### Phim truyền hình
| Năm  | Tên                                | Tên tiếng Trung    | Vai                                            | Ghi chú  |
| ---- | ---------------------------------- | ------------------ | ---------------------------------------------- | -------- |
| 2013 | Yêu Trong Mùa Xuân                 | 爱在春天           | Lam Phượng Bình                                |          |
| 2013 | Bởi Vì Tình Yêu Rất Đẹp            | 因为爱情有多美     | Lâm Đa Mỹ                                      | Nữ chính |
| 2014 | Tân Tế Công Hoạt Phật              | 新济公活佛         | Tần Lộ Lộ                                      |          |
| 2014 | Bởi Vì Tình Yêu Có Kỳ Tích         | 因为爱情有奇迹     | An Kỳ Viện                                     | Nữ chính |
| 2014 | Thần Điêu Đại Hiệp                 | 神雕侠侣           | Trình Anh                                      |          |
| 2016 | Chân Mệnh Thiên Tử                 | 真命天子           | Nguyệt Trinh Quận Chúa                         |          |
| 2016 | Khiến Cho Cà Phê Có Điểm Ngọt Ngào | 就让咖啡有点甜     | Tạ Minh Minh                                   | Nữ chính |
| 2016 | Võ Thần Triệu Tử Long              | 武神赵子龙         | Lý Phi Yến                                     |          |
| 2016 | Chuyển Đổi Số Phận                 | 忍冬艳蔷薇         | Nhẫn Đông                                      | Nữ chính |
| 2016 | Huyết Nhiễm Đại Thanh Sơn          | 血染大青山         | Lâm Sung Như                                   | Nữ chính |
| 2017 | Hàng Long Phục Hổ Tiểu Tế Công     | 降龙伏虎小济公     | Tử Huyên                                       |          |
| 2017 | Khởi Nghĩa Thu Thâu                | 秋收起义           | Dương Khai Huệ                                 |          |
| 2017 | Nơi Nào Đông Ấm, Nơi Nào Hạ Mát    | 何所冬暖，何所夏凉 | Lâm Mẫn                                        |          |
| 2017 | Cực Quang Chi Luyến                | 极光之恋           | Hà Tĩnh Văn                                    |          |
| 2019 | Thiên Y Vô Phùng                   | 天衣无缝           | Lộ Tây                                         |          |
| 2019 | Ỷ Thiên Đồ Long Ký                 | 倚天屠龙记         | Hoàng Sam nữ tử                                | Cameo    |
| 2019 | Tân Bạch Nương Tử Truyền Kỳ        | 新白娘子传奇       | Lý Bích Liên                                   |          |
| 2019 | Trả Lại Thế Giới Cho Em            | 归还世界给你       | Sầm Vị                                         |          |
| 2019 | Đại Minh Phong Hoa                 | 大明风华           | An quý phi                                     |          |
| 2020 | Tân tuyệt đại song kiêu            | 绝代双骄           | Hoa Nguyệt Nô                                  |          |
| 2020 | Cuộc Sống Tốt Đẹp Của Hác Nhân     | 郝仁的美好生活     | Mễ Lan                                         |          |
| 2020 | Na Tra Hàng Yêu Ký                 | 哪吒降妖记         | Bạch Trạch                                     |          |
| 2020 | Lưu Ly mỹ nhân sát                 | 琉璃               | Thanh Dung (Phù Ngọc đảo Đông Phương phu nhân) | Cameo    |
| 2020 | Trường An Nặc                      | 长安诺             | Hạ Lan Minh Ngọc                               | Nữ chính |
| 2021 | Em là niềm kiêu hãnh của anh       | 你是我的荣耀       | Chu Tiểu Kỳ                                    |          |
| 2022 | Cảnh đẹp ngày vui biết bao giờ     | 良辰好景知几何     | Trịnh Phụng Kỳ                                 |          |

### Phim điện ảnh
- 2016 Tế Công Chi Nhân Hoàng Đỉnh | 济公之人皇鼎
- 2018 Toa Cáp Nhân Sinh | 梭哈人生
- 2018 Thục Sơn Tân Kiếm Hiệp Truyện | 新蜀山剑侠传

### Phim chưa chiếu
- Lương Thần Hảo Cảnh Tri Kỷ Hà | 良辰好景知几何
- Quyền Dư Lợi | 权与利
- Phong Vũ Tống Xuân Quy | 风雨送春归
- Như Nước Năm Xưa Tình Không Đổi | 似水流年情不易